# Spilopera divaricata
Spilopera divaricata är en fjärilsart som beskrevs av Moore 1888. Spilopera divaricata ingår i släktet Spilopera och familjen mätare. Inga underarter finns listade i Catalogue of Life.